# 歪尾玉米捲管螺
歪尾玉米捲管螺（学名：Inquisitor insignita）为捲管螺科玉米捲管螺屬下的一个种。